# Ziziphus xylopyrus
Ziziphus xylopyrus är en brakvedsväxtart som först beskrevs av Anders Jahan Retzius, och fick sitt nu gällande namn av Carl Ludwig von Willdenow. Ziziphus xylopyrus ingår i släktet Ziziphus och familjen brakvedsväxter. Inga underarter finns listade i Catalogue of Life.

## Bildgalleri

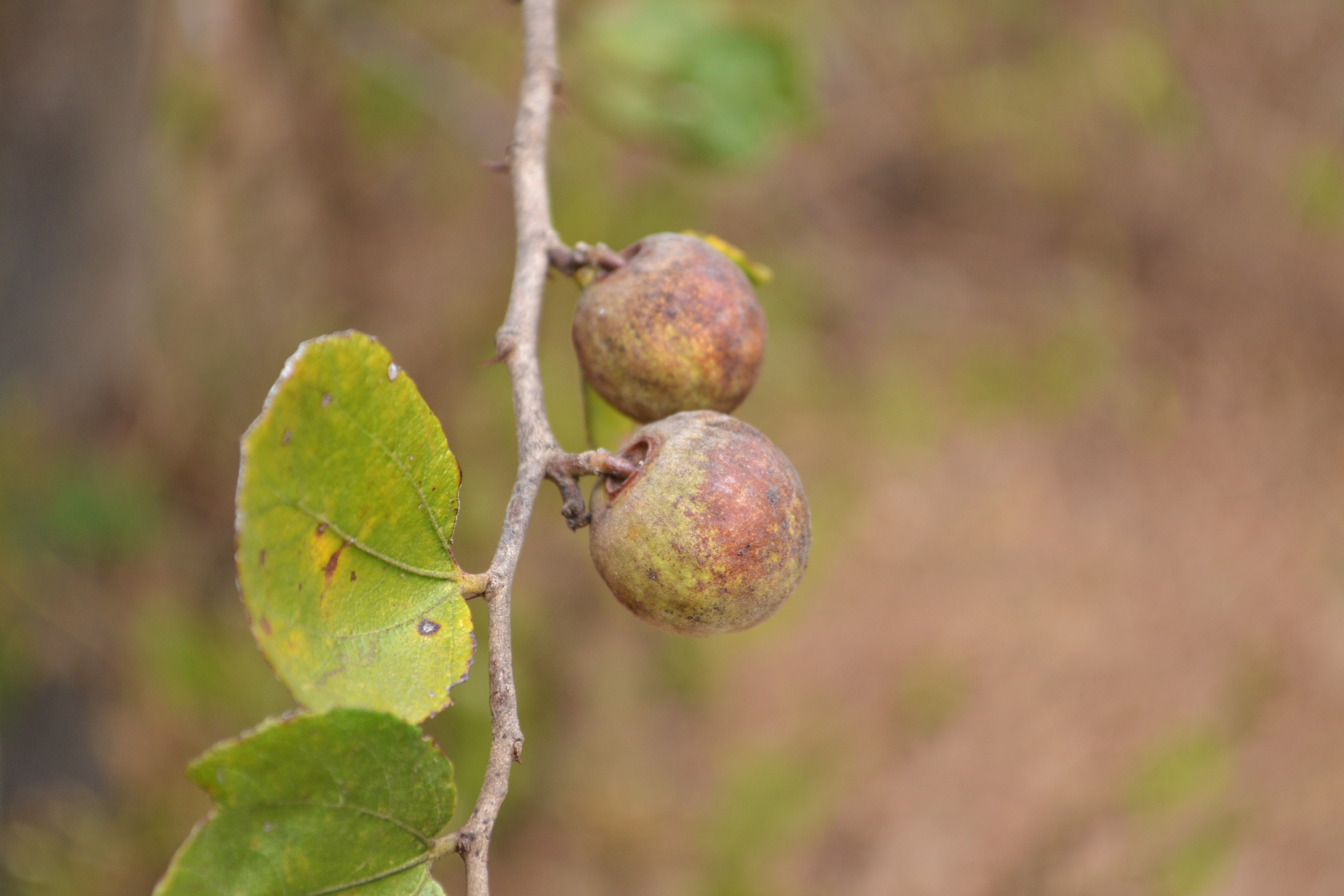